# 劉易斯鎮區 (印地安納州克萊縣)
劉易斯鎮區（英語：Lewis Township）是位於美國印地安納州克萊縣的一個行政鎮區。

## 地方資料
根據2010年美國人口普查的數據，劉易斯鎮區的面積為114.50平方千米，當中陸地面積為114.10平方千米，而水域面積為0.40平方千米。當地共有人口1464人，而人口密度為每平方千米12.79人。